# Benderama
Benderama je 4. díl 6. řady amerického animovaného seriálu Futurama. Ve Spojených státech měl premiéru 23. června 2011 na stanici Comedy Central a v Česku byl poprvé vysílán 19. ledna 2012 na Prima Cool.

## Děj
Profesor Farnsworth přijde se svým novým vynálezem „Banachův-Tarského dupli-zmenšovač“, který z jakéhokoliv předmětu a další hmoty vytvoří jeho dvě další menší kopie. Profesor přístroj otestuje na svém svetru. Následně požádá Bendera, aby mu jeho dva nové svetry poskládal. Bender je znechucen z toho, že musí dělat 2 věci, ukradne tedy profesorův „dupli-zmenšovač“ a vytvoří si dva své klony. Za nějakou dobu má posádka Planet Expressu doručit zásilku vesmírnému obrovi, který je velmi citlivý na svůj vzhled. Fry se však na místě zmíní, že obr svůj vzhled nejspíš zdědil po své matce, což obra rozzuřilo a pokusil se je napadnout. Po návratu zpět Bender požádá oba své klony o 2 věci, což však nestrpí a každý si vytvoří znovu své dva klony. Nyní je tedy naklonovaných celkem 7 Benderů, kteří se ale začnou nekontrolovatelně dále klonovat a tím spotřebovávat okolní hmotu. Profesor Farnsworth přišel s výpočtem, že je aktuálně Benderů už 11 generací, což činí 2046 jedinců a také, že se Benderové budou množit do nekonečna a spotřebují přitom veškerou existující hmotu. Všichni se proto pustí do jejich hromadné eliminace. Podařilo se jim pochytat pouze 2045 jedinců, protože jednoho nechal původní Bender utéct. I tento jeden klon se však donekonečna množí. Následně se pod Benderem objeví něco stříbrného a zmizí pod ním gauč. Jde o shluk mnoha miniaturních Benderů, kteří při svém množení spotřebovávají hmotu. Leela ale přijde s tím, že věichni Benderové jedou na alkohol, který jim dojde dřív, než zničí Zemi. Zanedlouho alkohol na Zemi opravdu dojde a Benderové začnou vymírat. Při koupání ale profesor zjistí, že se voda najednou přeměnila na alkohol. Benderové totiž dosáhli atomárního měřítka a okamžitě začali zpracovávat molekuly vody na alkohol. Za několik hodin na Zemi dojde voda a všichni jsou tak nuceni pít pouze alkohol, což způsobí, že jsou všichni silně opilí. V tu chvíli však na Zemi přiletí vesmírný obr, omluvit se za to, že se pokusil napadnout loď Planet Expressu. Ale kvůli tomu, že jsou všichni lidé opilí si z něj začnou utahovat, což jej opět rozzuří a začne ničit okolí. Bender proto k sobě svolá všechny své klony, aby pomohli obra přemoct. Všichni miniaturní Benderové vytvoří jednoho stejně velkého jako obr a snaží se jej zastavit. Obr sice velkého Bendera porazí na zem, ale miniaturní Benderové obra sežerou.

## Kritika
Premiérové vysílání dílu sledovalo 2,473 milionů domácností.
Díl od kritiků obdržel převážně pozitivní recenze. Zack Handlen z The A.V. Club, který díl ohodnotil známkou A-, napsal: „Scénář Benderamy drží pohromadě, počínaje úvodní částí a následným přidáváním komplikací,“. Zábavné scénky ve své recenzi pochválil Blair Marnell z CraveOnline a dílu dal 8,4 bodů. Uvedl však také, že autoři by se měli zdržet opakovaného používání dějové linie „Bender s něčím experimentuje“ a dodal: „Existuje jen několik způsobů, jak znovu použít stejný typ zápletky, a já nechci, aby tato série sjela z kopce dřív, než nastane čas.“